# Point stratotypique mondial
Un point stratotypique mondial (PSM) — en anglais : Global Boundary Stratotype Section and Point (GSSP), aussi appelé  clou d'or — en anglais : golden spike, est un repère posé sur la limite entre deux étages géologiques, ne laissant pas la possibilité de vide ou de chevauchement entre eux.
Les PSM sont établis par la Commission internationale de stratigraphie et l’Union internationale des sciences géologiques élabore les conventions internationales. Sur les chartes stratigraphiques, le PSM est souvent indiqué par le symbole .

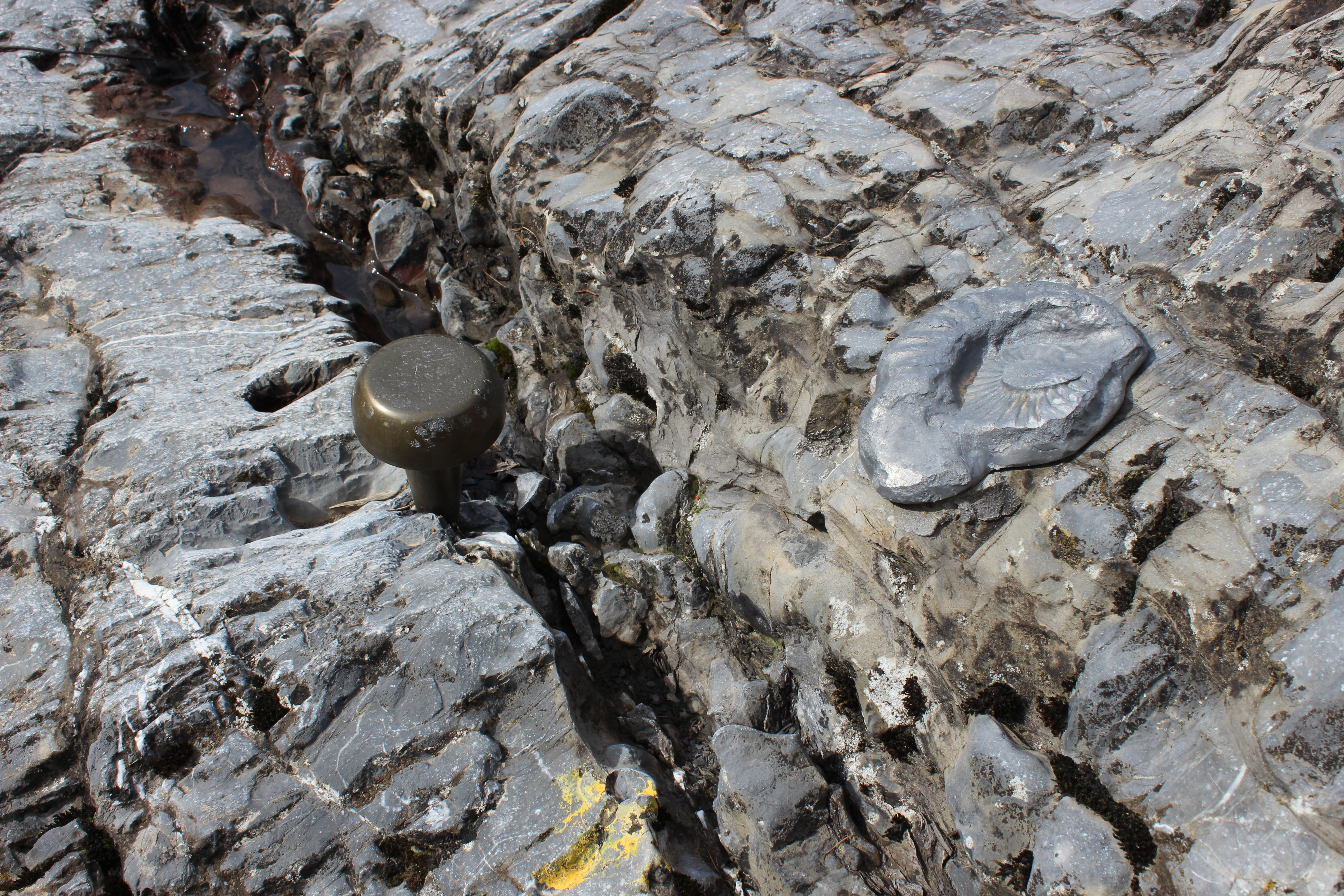
Un clou d'or, symbolisant le point stratotypique mondial à Bagolino.

Pour les stratigraphes francophones, le seul concept de PSM ne suffit pas à la définition complète d’une unité stratigraphique. Pour être complètement caractérisé, elle doit comprendre le PSM de la limite inférieure, le PSM de la limite supérieure et un contenu dont l’essentiel est l’ensemble des couches du stratotype historique, formation qui a donné son nom à l'unité stratigraphique.

## Conditions pour des points stratotypiques mondiaux de qualité
D'après Gilles Serge Odin, un point stratotypique mondial doit être défini par les conditions suivantes :
1. L'accessibilité du PSM à tous les chercheurs.
2. Le PSM doit être localisé par un repère artificiel permanent sur le terrain.
3. La sélection du PSM doit se faire dans un environnement de dépôt marin, si possible pélagique. Pour certains PSM pré-jurassiques, l'utilisation de dépôt non marin peut être plus utile.
4. La section, où se situe le PSM, doit être de dépôt continu. Le taux de dépôt doit être de l'ordre de 5 à 50 m par million d'années ce qui permet de voir en détail les variations environnementales. L'épaisseur de section de part et d'autre du PSM doit être suffisant pour témoigner des cycles eustatiques (épaisseur correspondant à 1 à 2 Ma pour l'application de la stratigraphie séquentielle).
5. Le PSM doit être choisi dans une section sans complication structurale et sans perturbations fortes du type : diagénétiques, bioturbation, redépôt et remaniement.
6. L'absence de changement de faciès à la limite réduira le risque de hiatus de dépôt (Condition 4) et favorisera la représentativité des variations données par les divers outils stratigraphiques (Conditions 7, 8, 9).
7. Un bon enregistrement paléontologique est fondamental.
8. La possibilité d'utilisation de la magnétostratigraphie.
9. L'application de la chimiostratigraphie doit être possible. Les carbonates pélagiques semblent les plus favorables pour l'application de cet outil.
10. La présence de radioisotope près du PSM permettra l'application de la datation radiométrique directe, facilitant la définition de l'échelle numérique.

## Listes des points stratotypiques mondiaux
Cette liste est divisée en quatre parties correspondant, pour les trois premières, aux ères géologiques : Cénozoïque, Mésozoïque, Paléozoïque. La dernière partie correspond au Précambrien, par pure question de forme.
La colonne Marqueur(s) liste les marqueurs qui ont servi à déterminer la limite. Les marqueurs peuvent être biologiques (fossiles), magnétiques (paléomagnétiques), sédimentologiques, et/ou climatiques. Pour des informations plus complètes, se référer à la colonne Réf.
La colonne Statut indique la date d'acceptation ou la date prévue d'acceptation, par la Commission internationale de stratigraphie, du PSM.